# Montpitol
Montpitol (okzitanisch Montpitòl) ist eine französische Gemeinde mit 341 Einwohnern (Stand: 1. Januar 2022) im Département Haute-Garonne in der Region Okzitanien (vor 2016: Midi-Pyrénées). Sie gehört zum Arrondissement Toulouse und zum Kanton Pechbonnieu. Die Einwohner werden Montpitolois genannt.

## Geographie

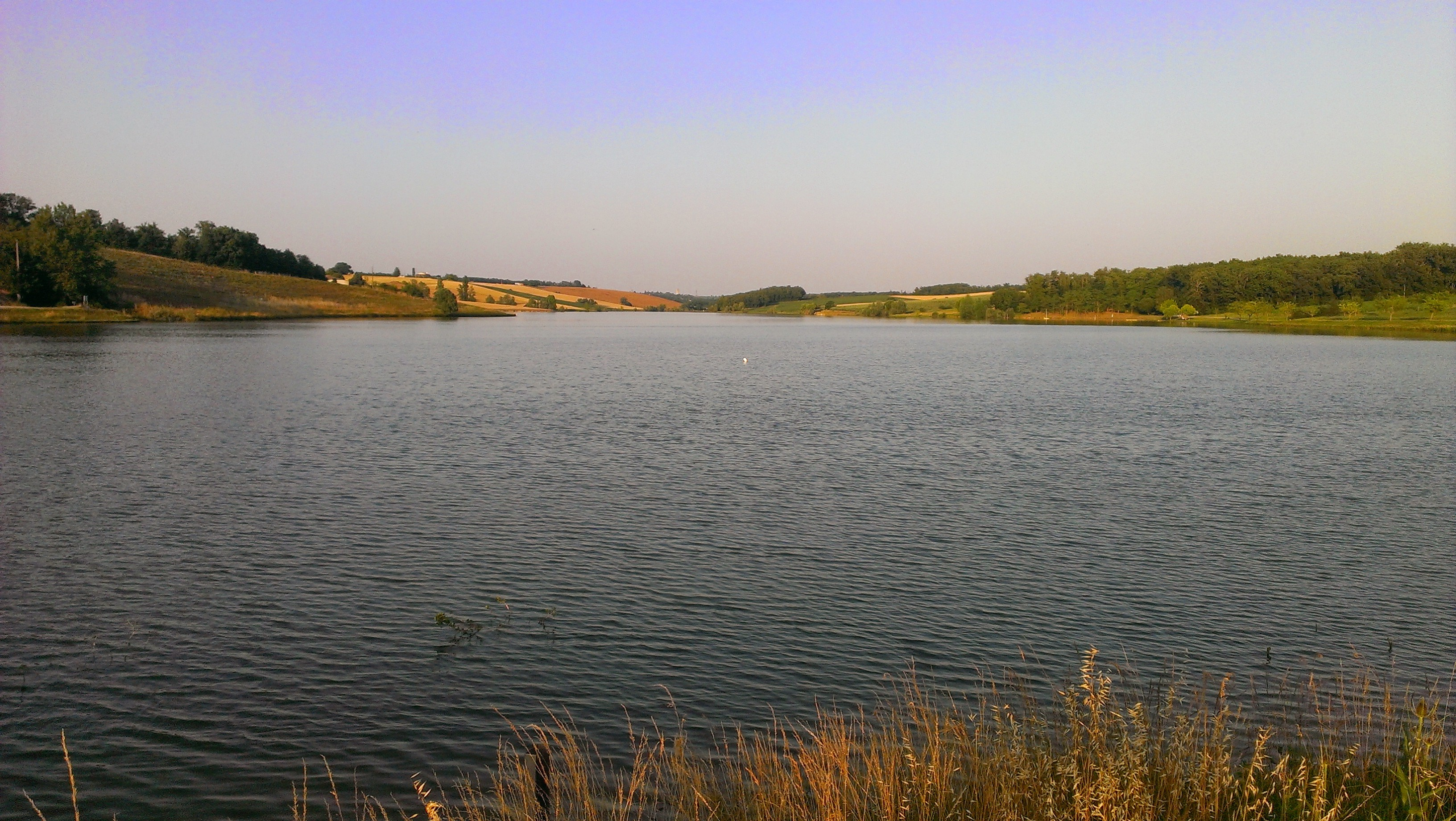
Lac du Laragou

Montpitol liegt etwa 19 Kilometer ostnordöstlich von Toulouse an der Grenze zum Département Tarn. Im Südosten der Gemeinde liegt der Lac du Laragou, der vom Ruisseau de Laragou aufgestaut wird. Umgeben wird Montpitol von den Nachbargemeinden Roquesérière im Norden, Azas im Nordosten, Garrigues im Osten, Verfeil im Südosten und Süden, Saint-Jean-Lherm im Südwesten und Westen sowie Montastruc-la-Conseillère im Nordwesten.

## Bevölkerungsentwicklung
| Jahr                       | 1962 | 1968 | 1975 | 1982 | 1990 | 1999 | 2011 | 2020 |
| Einwohner                  | 169  | 141  | 121  | 176  | 251  | 332  | 407  | 371  |
| Quellen: Cassini und INSEE |      |      |      |      |      |      |      |      |

## Sehenswürdigkeiten
- Kirche Saint-Blaise